# Dammag
Dammag (Cyperus longus) är en halvgräsart som beskrevs av Carl von Linné. Enligt Catalogue of Life ingår Dammag i släktet papyrusar, och familjen halvgräs, men enligt Dyntaxa är tillhörigheten istället släktet papyrusar, och familjen halvgräs. IUCN kategoriserar arten globalt som livskraftig. Arten förekommer tillfälligt i Sverige, men reproducerar sig inte.

## Underarter
Arten delas in i följande underarter:
- C. l. badius
- C. l. longus

## Bildgalleri

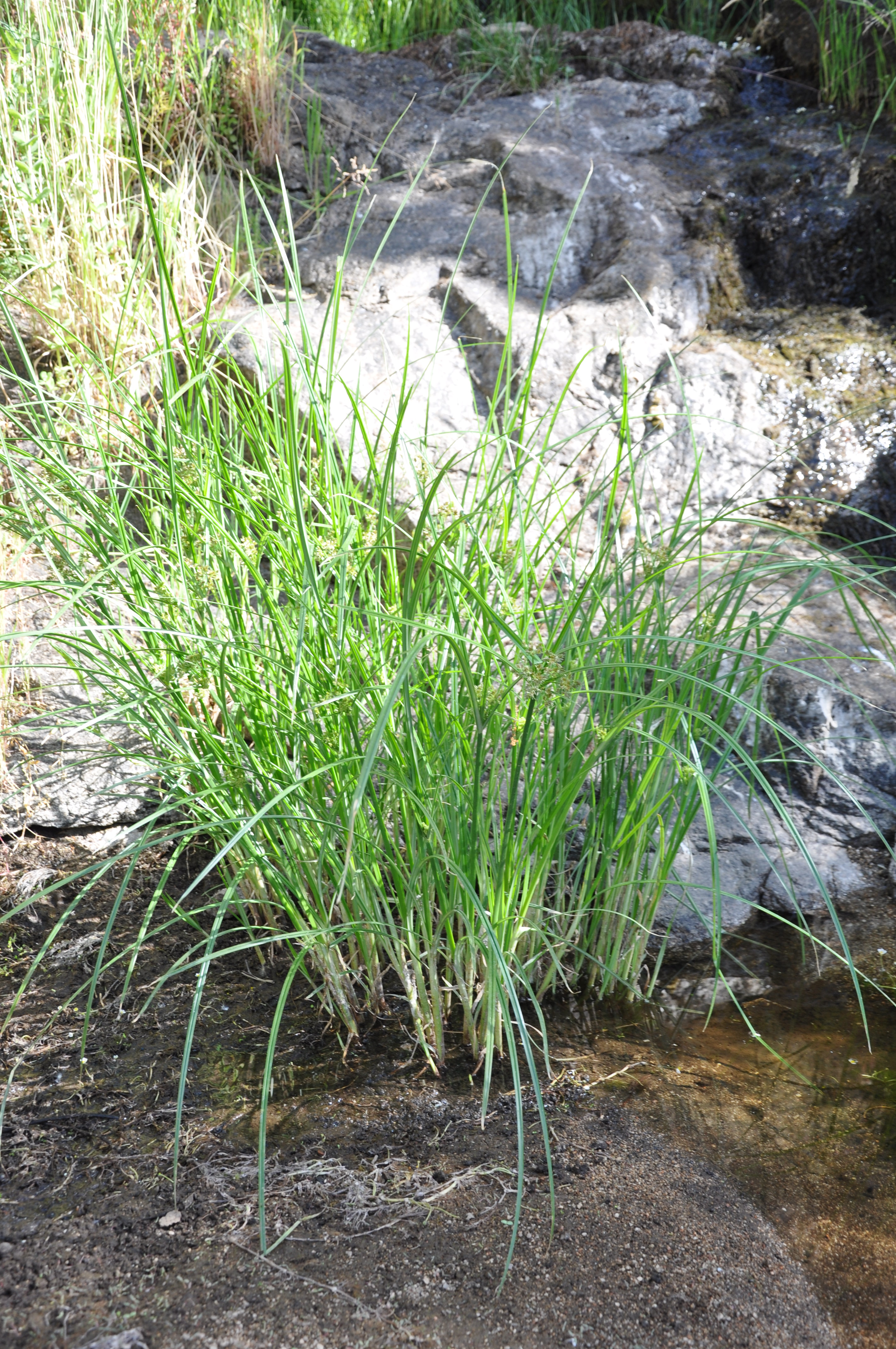
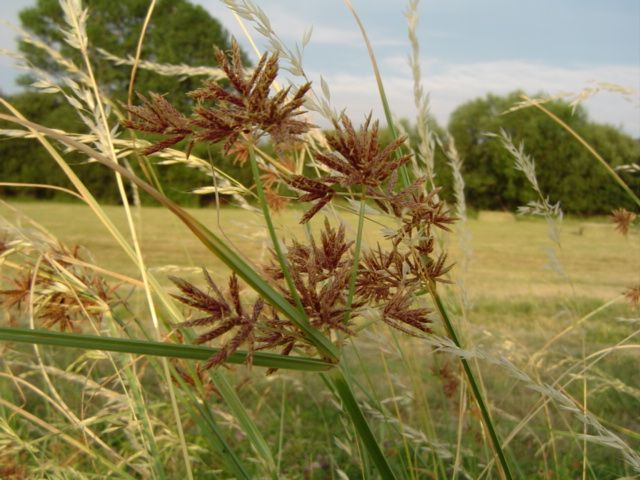
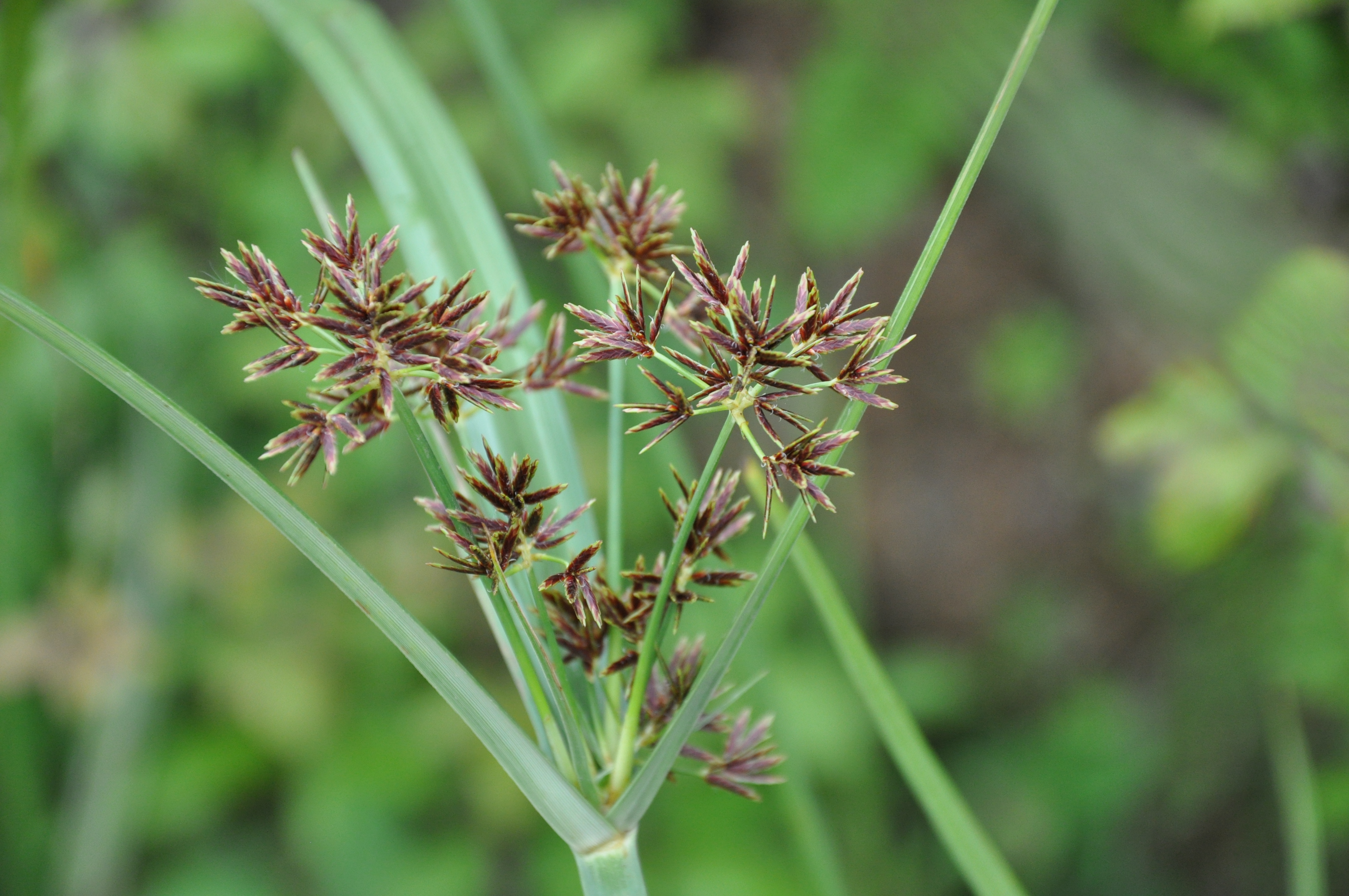
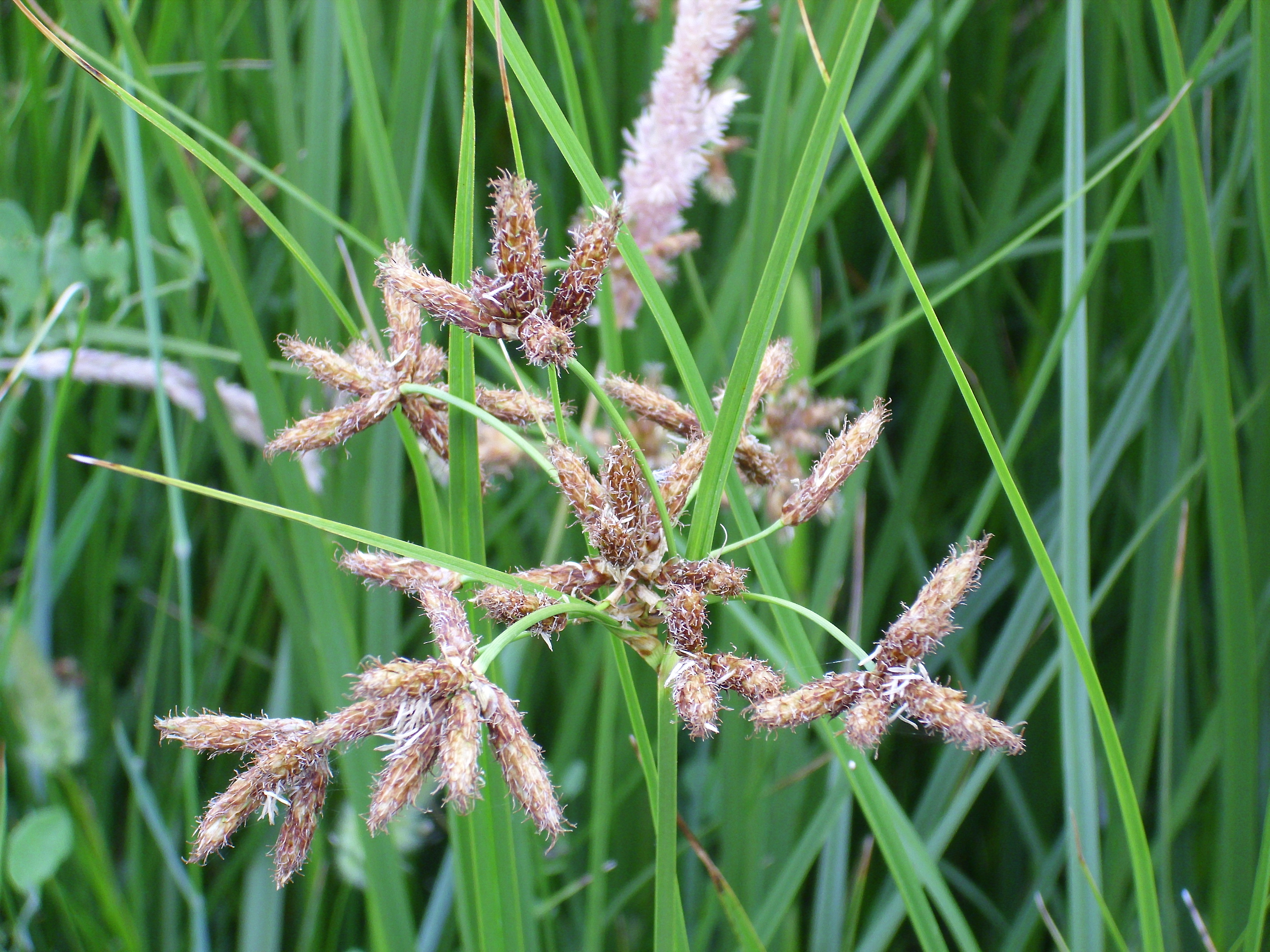
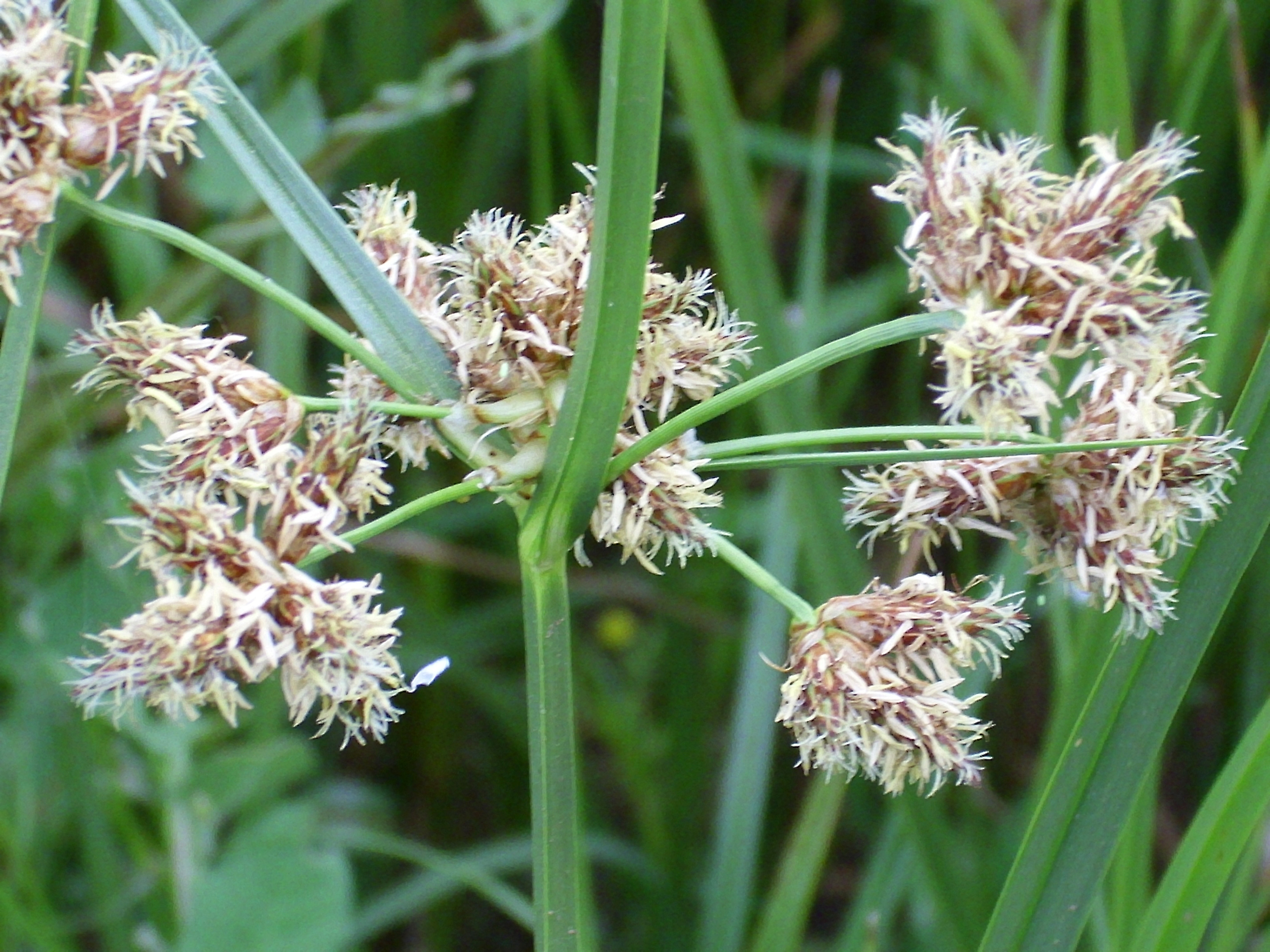
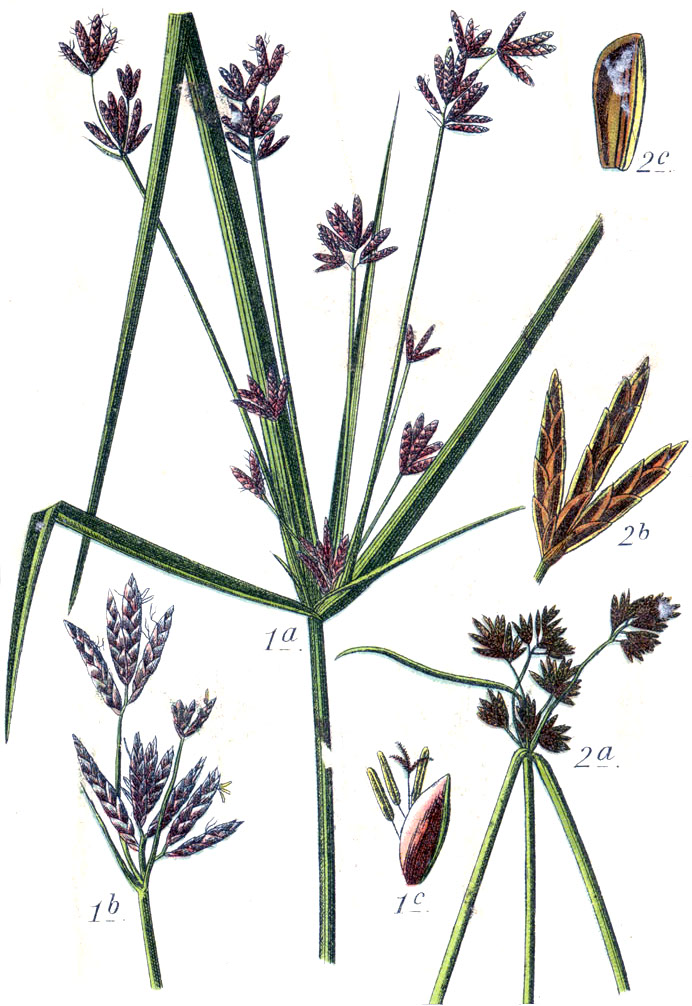